# Pennatula
Pennatula – rodzaj półosiadłych koralowców z rzędu piórówek, w języku polskim określany zwyczajową nazwą piórówka albo pióro morskie. Piórówki tworzą piórokształtne kolonie o szkielecie rogowym, złożonym z niespojonych ze sobą spikul. Nasadowa część tworzonej przez najstarszy polip głównej osi kolonii (zwanej pniem) tkwi w miękkim dnie morskim lub jest przymocowana do twardych obiektów. Drobne, czerwone polipy rozmieszczone są szeregami na bocznych odgałęzieniach (promieniach) kolonii. Polipy dzielą się na odżywiające kolonię autozooidy i regulujące przepływ wody przez kolonię małe, pozbawione ramion syfonozooidy.
Piórówki są zdolne do ruchu pełzającego. Prowadzą nocny tryb życia. Dzień kolonia spędza w bezruchu, w stanie skurczonym. Nocą syfonozooidy pompują wodę do wnętrza kolonii, która znacznie zwiększa swoje rozmiary, a autozooidy wysuwają się i zaczynają łowić pokarm. Rekordowo długość może się zmieniać z 9 cm w dzień na 45 cm w nocy. Podobne obyczaje spotykane są u zwierząt osiadłych, jakimi są korale korkowce.
W Bałtyku występuje kosmopolityczny gatunek piórówka świecąca (Pennatula phosphorea). Odznacza się on zdolnościami bioluminescencyjnymi.

## Gatunki
Do rodzaju zaliczane są gatunki:
- Pennatula aculeata
- Pennatula argentina
- Pennatula bayeri
- Pennatula delicata
- Pennatula fimbriata
- Pennatula grandis
- Pennatula indica
- Pennatula inflata
- Pennatula mollis
- Pennatula moseleyi
- Pennatula pearceyi
- Pennatula phosphorea – piórówka świecąca

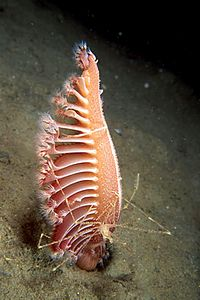
Piórówka Pennatula rubra

- Pennatula prolifera
- Pennatula rubra